# 超山
超山，又名超然山，位于中华人民共和国浙江省杭州市临平区塘栖镇南部，属天目山余脉。《唐栖志》等旧志称其超然于皋亭、黄鹤诸山之外故称超山，《中国名胜词典》称其因塘栖与临平间最高的一座山故名，《杭县志稿》称超山为塘栖的镇山。超山是观梅胜地，有“十里雪梅海”之名，旧与苏州邓尉、无锡梅园齐名。:1

## 建制
超山旧隶塘栖，属超山乡、丁河乡，在唐以前归属于钱塘县，五代后梁龙德二年（922年）属钱江县肇元乡，北宋太平兴国四年（979）改钱江县为仁和县，超山属仁和县肇元乡永和里。万历年间，永和里改乡，超山属之。民国时，先属五都区，后改五四区。1949年以后延续了超山乡、丁河乡建制。1958年，超山乡改塘栖公社超山管理区、丁河管理区。1961年，独立为超山公社、丁河公社。1984年，恢复超山乡、丁河乡。1985年，丁河乡并入塘栖镇。1992年，超山乡并入塘栖。2013年，成立超山风景名胜区管委会，托管超山、丁山湖两大区块。:1-4

## 景区
超山景区位于杭州市东北29公里， 连接104国道和320国道的09省道（乔莫线）从景区经过，北距塘栖仅6公里，是杭州市风景名胜的重要组成部分。超山景区面积5平方公里，主峰超峰，海拔260米，因超然突立于半山之外故名。超山景点，以大明堂为中心，前有仿塘栖广济桥的大门楼、仿塘栖古街的长廊、以及类似乡村公园的“四季花海”，附近有宋梅亭、浮香阁、吴昌硕墓及纪念馆等古建筑。山上有妙喜寺、玉喜寺，途中有翠筠亭、疏影亭、云岩奇泉、虎岩等多处名胜，顶峰另有石林。

### 梅花
超山种植梅花的历史悠久，最早可以追溯到五代后晋时期，宋人何熹之的《重修福臻寺并增建钟鼓二楼记》就提及“左有玉梅交径，不减林氏孤屿 ; 右有银杏参天，犹抱晋时老干”。南宋咸淳《临安志》载当时超山有石人、石鱼、石笋。传说苏东坡在杭州为官时，曾把孤山梅花移植本地。民国曾勉之 《杭州塘栖之梅》 明确指出：“我国自古栽培，即就杭县超山一隅而论，肇于宋时，距今已有七百余年之历史矣 。"清光绪年间，超山尚有宋梅数百株，清军统帅彭玉麟曾着墨《超山梅花记》。超山梅花因清末民初的两批文人唱和而闻名：光绪二十五年（1899年），林琴南与仁和知县陈希贤寻访塘栖隐士夏同声，一同寻梅超山，作《超山梅花记》，并将此记散播朋友，因此超山声名大噪；民国十年，在僧俗两界治理、宣传下，大批上海名流文人来访，并发起梅花诗文征集，尔后吴昌硕、康有为、郁达夫相继来访，盛极一时。

## 地质
1979年鞠天吟以杭州超山命名了超峰组，该组剖面在超山顶峰，其特征为灰色及深灰色白云岩，含硅质条带及团块，次生硅化强烈，与下伏杨柳岗组灰岩整合接触，厚200 m以上，未见顶。该组代表浙江湖州、江苏苏州以东、浙江杭州、绍兴以北，杭州湾北岸的广大平原地区残丘上出露的一套白云岩地层，例如、余杭超山、萧山赭山、海宁硖石山、平湖瓦山及上海地区钻井。超峰组白云岩顶、底界线不等时，出露一般都不完整，化石又极为稀少，因此界定较为困难，形成下界可能为中寒武世晚期，上界或为早奥陶世早期。